# Háptica

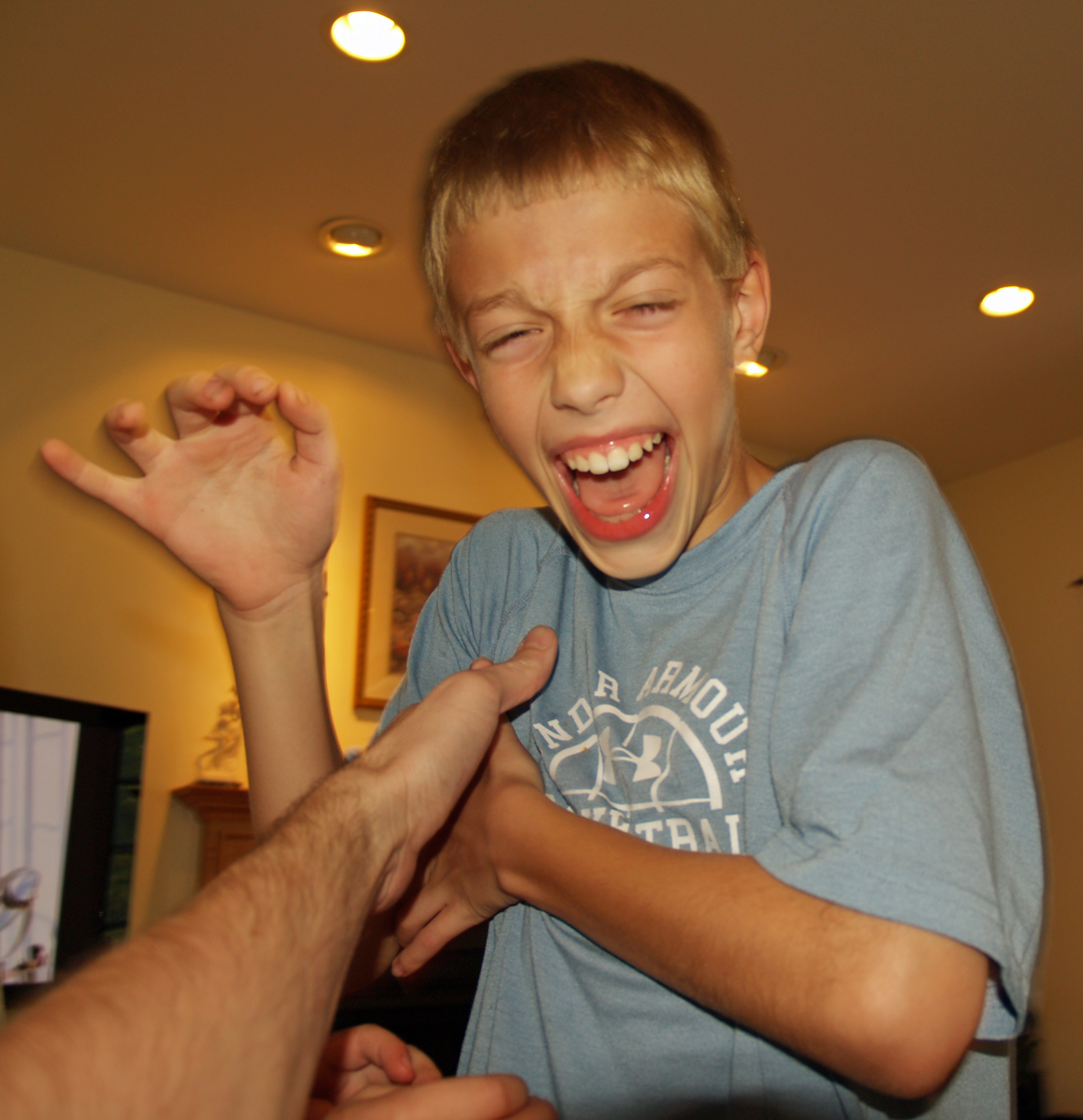
Un niño riendo mientras le hacen cosquillas.

El término háptica designa la ciencia del tacto, por analogía con la acústica (el oído) y la óptica (la vista). La palabra proviene del griego háptō («tocar», relativo al tacto).
Algunos teóricos, como Herbert Read, han extendido el significado de la palabra háptica, refiriéndose por exclusión a todo el conjunto de sensaciones no visuales y no auditivas que experimenta un individuo.

## Generalidades
La háptica puede considerarse como el estudio del comportamiento del contacto y las sensaciones. El sentido del tacto es extremadamente importante para los seres humanos, pues no solo provee información sobre las superficies y texturas, es un componente de la comunicación no verbal en las relaciones interpersonales, y es vital para llegar a la intimidad física. Puede ser tanto sexual (besar o sexo oral) como platónica (como los abrazos o las cosquillas).
Los sentidos hápticos (tacto) son los primeros que se desarrollan en el feto y junto con la forma en que estos se relacionan con el desarrollo de los otros sentidos en los infantes (por ejemplo la visión) han sido objeto de muchos estudios. Se ha observado que los bebés humanos tienen una enorme dificultad para sobrevivir si no poseen el sentido del tacto, aun teniendo los sentidos de la vista y el oído. Bebés con el sentido del tacto, incluso sin vista u oído, tienen más oportunidades. El tacto puede considerarse como un sentido básico en la mayoría de las formas de vida.
En los chimpancés, el sentido del tacto está muy desarrollado. Los chimpancés recién nacidos casi no pueden ver u oír por lo que se aferran fuertemente a sus madres. Harry Harlow condujo un controvertido estudio entre 1963 y 1968 utilizando macacos rhesus. Harlow observó que los macacos adultos que habían sido criados con una madre de trapo, un aparato de alimentación de alambre envuelto en tela de paño suave y capaz de brindar cierto nivel de estimulación táctil, eran considerablemente más estables emocionalmente que los macacos que habían crecido con una madre meramente de alambre.
El contacto físico se trata, se entiende y se acepta en forma diferente de un país a otro, y lo que es aceptable en un grupo cultural podría ser inaceptable en otro. En la cultura tailandesa, por ejemplo, tocar la cabeza de alguien es considerado un acto grosero e irrespetuoso. Los estudios de Remland y Jones (1995) sobre la comunicación entre grupos de personas encontraron que el contacto físico era extraño en países como Inglaterra (8%), Francia (5%) y los Países Bajos (4%), en comparación con la muestra italiana (14%) o griega (12,5%).Stoeltje (2003) escribió sobre cómo los estadounidenses están perdiendo contacto con esta importante habilidad en la comunicación. En un estudio realizado por el Instituto de Investigación sobre el Contacto, de la Escuela de Medicina de la Universidad de Miami, se encontró que los niños estadounidenses eran más agresivos que sus homólogos franceses cuando jugaban en un campo de juegos. En el estudio se notó que el contacto físico entre las mujeres francesas y sus niños fue más frecuente que entre los padres estadounidenses y sus respectivos niños.[cita requerida]

## Percepción háptica
Gibson (1966) define el sistema háptico como «la percepción del individuo del mundo adyacente a su cuerpo mediante el uso de su propio cuerpo». El sistema de percepción háptica es especial porque puede incluir los receptores sensoriales ubicados en todo el cuerpo y está estrechamente relacionado con el movimiento del cuerpo, de forma que puede tener un efecto directo sobre el mundo que está percibiendo. De igual forma, el concepto de percepción háptica está muy relacionado con el concepto de contacto activo que establece que se obtiene más información cuando un plan motor (movimiento) está asociado al sistema sensorial; y al concepto de propiocepción psicológica extendida que dice que al utilizar una herramienta nuestra percepción se extiende, tal como cuando usamos un bastón: nuestra percepción es transferida transparentemente hacia el final del bastón.
Se ha descubierto que la percepción háptica se apoya en las fuerzas que se experimentan durante el contacto, esto ha permitido la creación de sensaciones hápticas virtuales con diferentes calidades de percepción (véase en este mismo artículo Tecnología háptica). 
La importancia del sentido háptico, y del Sistema somatosensorial en general, ha sido subestimada tradicionalmente. Sin embargo, la pérdida del sentido del tacto es una muy seria deficiencia, caminar se torna casi imposible, al igual que sostener objetos o utilizar herramientas. Esto remarca lo críticos y sutiles que son la habilidad de tocar y los sentidos somáticos en general, y por otro lado, subraya el potencial de la tecnología háptica.

## Categorías hápticas
Heslin (1974) delineó cinco categorías hápticas:
- funcional/profesional
- social/cortés
- amistoso/cálido
- amor/intimidad
- sexual/estimulación

El acto de tocar no es exclusivo, y el contacto físico puede implicar cada una de las categorías definidas por Heslin.

### Funcional/profesional
Los administradores conocen la efectividad de utilizar el contacto físico mientras se comunican con sus subalternos, pero deben ser cuidadosos y entender que pueden ser malentendidos, una palmada en la espalda puede significar un gesto de apoyo para algunos, mientras que para otros puede significar una insinuación sexual. Los administradores deben conocer y estar al tanto de los niveles de tolerancia que cada persona tiene con respecto al contacto físico.
La investigación de Henley de 1977 descubrió que una persona con poder tiende a tocar a un subordinado, pero el subordinado no es libre de tocar de la misma forma. La acción de tocar es una poderosa herramienta en la comunicación no verbal y esta diferencia entre superior y subordinado puede llevar a la confusión tanto si el contacto es motivado por dominación como si es motivado por familiaridad, de acuerdo con Borisoff y Victor (1989).

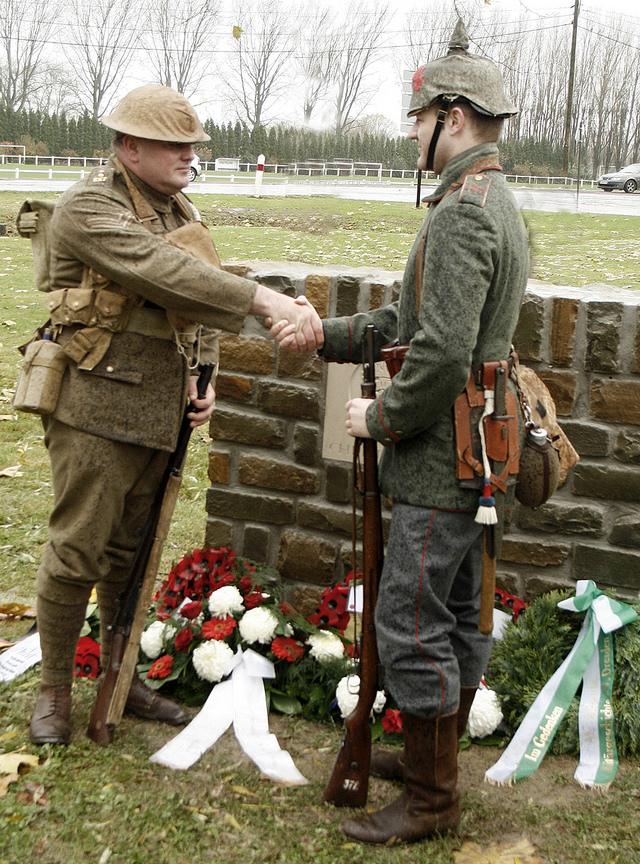
Descendientes de veteranos británico y alemán de la Primera Guerra Mundial se estrechan la mano en conmemoración de la Tregua de Navidad de 1914.

La primera conexión con otra persona en un ambiente profesional usualmente inicia con el contacto físico, específicamente un apretón de manos. La forma en que una persona da un apretón de manos puede decir mucho sobre ella y sobre su personalidad.Chiarella (2006) escribió un artículo para los lectores de la revista Esquire, hombres en su mayoría, sobre como el apretón de manos varía de persona a persona y sobre como estos envían mensajes no verbales. En este artículo Chiarella mencionaba como mantener el apretón por más de dos segundos podría resultar en detener la conversación verbal al ser esta anulada por la comunicación no verbal.
Walton (1989) escribió en su libro que tocar es la expresión última de cercanía o confianza entre dos personas, lo que a menudo no se ve en los negocios o en las relaciones formales. El contacto físico acentúa la importancia de mensaje enviado. «Si una palabra de felicitación se acompaña con una palmada en la espalda es como colocar la estrella dorada en la cinta», escribió Walton.

### Social/cortés
En muchos casos, los aspectos culturales desvanecen los límites entre una categoría háptica y otra, haciendo muy confuso moverse entre categorías. Considérese, por ejemplo el acto de tocar el antebrazo de una persona: este acto es considerado socialmente correcto en muchos lugares de los Estados Unidos, pero en el Medio Oeste no es siempre considerado como un comportamiento aceptable.
Jones describe que la comunicación con contacto físico es la forma más familiar y de más compromiso y que nos ayuda a mantener buenas relaciones con otros. Su estudio junto con Yarbrough cubrió tanto secuencias de contactos como toques individuales.
Las secuencias de contactos caen dentro de dos tipos diferentes, repetitivo y estratégico. Repetitivo es cuando las personas involucradas se alternan para tocarse mutuamente. La mayoría de estos contactos se consideran positivos. Por su lado, los toques se consideran estratégicos cuando tienen un objetivo ulterior o escondido, pareciendo que se usa el contacto como un juego para lograr algo de alguien.
Los contactos individuales son más comunes que las secuencias, y se deben de interpretar de acuerdo al contexto, la naturaleza de la relación y el tipo de ambiente social creado al momento en que la persona es tocada.
Yarbrough diseñó un mapa sobre cómo y dónde tocar. Designó las diferentes partes del cuerpo según fueran tocables o no. Las partes no vulnerables del cuerpo son las manos, los brazos, la espalda y la parte superior de la espalda. Las partes vulnerables son todas las demás regiones del cuerpo.
Desatención amable es la forma cortés de manejar la interacción con extraños sin llegar a establecer ninguna comunicación interpersonal o sin tener la necesidad de responder al contacto por un extraño.Goffman (1963) utilizó el caso de un elevador para explicar este fenómeno. Dentro del elevador una persona no mira, habla o toca a la persona que está al lado; sin embargo, si hay muchas personas dentro del elevador es posible que estén lo suficientemente juntas como para que se toquen unas a otras, pero aún en este caso cada una mantiene un comportamiento inexpresivo de forma que no se afecte a nadie alrededor.

### Amistoso/cálido
Witcher y Fisher (1979) condujeron un estudio para determinar si el contacto físico terapéutico para reducir la ansiedad variaba entre sexos. Se instruyó a una enfermera para que acariciara a los pacientes durante un minuto mientras estos miraban un panfleto durante un procedimiento preoperatorio de rutina. Las mujeres reaccionaron positivamente al contacto, mientras que los hombres no lo hicieron. Entonces se conjeturó que los varones identificaban el contacto con el hecho ser tratados como inferiores o dependientes.
Se ha encontrado que el contacto físico entre los miembros de la familia afecta el comportamiento de los implicados. Varios factores actúan dentro del contexto familiar. Conforme los niños crecen, disminuye el contacto por parte de los padres. Los varones tienden a distanciarse de sus padres a una edad menor que las mujeres, y suele haber más contacto con el progenitor del mismo sexo que con el del sexo contrario.
Un estudio de comunicación no verbal sobre cómo los hombres conversan en los bares, mostró que las mujeres prefieren a los hombres que tocan mientras conversan, pero lo que les llama la atención es cuando tocan a otros varones. El hombre que toca a los otros es percibido con un mayor estatus y un mayor poder social que los hombres que son tocados o que no tocan a otros.
El estudio demostró que las mujeres eran más receptivas con los hombres que demandaban mayor espacio social, y que mueven sus copas a un lado cuando una mujer entra al bar, indicando que hay un espacio en sus dominios para ella.

### Amor/intimidad
El contacto físico es el comportamiento no verbal que mayor efecto tiene en las relaciones interpersonales, y aumenta conforme esta relación se mueve de impersonal a personal.
Se han estudiado tres áreas del contacto entre las parejas cuando están en público. La cantidad de contactos entre las parejas cuando están en la etapa inicial de su relación, cuánto de este contacto continúa entre la pareja y su magnitud en relación con el contacto mostrado, así como quién inicia el contacto y cuándo.
El contacto en público sirve como una señal de atadura o de posesión, para mostrar a los demás que la otra persona está tomada (Morris, 1977). Cuando una pareja se toma de las manos, o se abrazan, están mostrando a los demás que ellos están juntos, este tipo de señales se usan comúnmente en la etapa de cortejo y su uso disminuye una vez que la pareja llega al matrimonio de acuerdo con Burgoon, Buller y Woodal (1996).
Los estudios también han mostrado diferencias en quién toca y cuándo según el sexo. En las etapas iniciales de la relación los hombres necesitan mostrar socialmente control, así que siguen el rol de hombre que la sociedad establece.Patterson (1988) indicó en que los hombres, en atención del papel social, tienden a iniciar el contacto en las relaciones casuales y a tocar más al principio de las relaciones, este comportamiento es asumido por las mujeres conforme la relación se torna más seria o en el matrimonio. En los Estados Unidos, la sociedad todavía establece que el hombre es quien hace el primer movimiento en el contexto de una cita.
El contacto físico entre las parejas casadas puede ayudar a mantener una buena salud. En un estudio realizado por el psicoanalista Jim Coan en la Universidad de Virginia, las mujeres bajo estrés mostraron un alivio casi inmediato con solo sostener las manos de sus maridos. Esto parece ser efectivo cuando la mujer está satisfecha con su matrimonio.[cita requerida]

### Sexual/estimulación
De acuerdo con Givens (1999), el proceso de comunicación no verbal o negociación es enviar y recibir mensajes en un intento por lograr la aprobación o el amor de otra persona. El cortejo, que podría conducir al amor, es definido como los mensajes no verbales diseñados para atraer pareja sexual. Durante el cortejo, intercambiamos gestos no verbales donde uno le indica al otro que se acerque cada vez más hasta que se lleguen a tocar. Señales esenciales para llegar a la intimidad incluyen caricias en la cara con la nariz, besos y ternura.
El cortejo tiene cinco fases que incluyen la fase de la atención, fase de reconocimiento, fase de conversación, fase de contacto físico, fase de hacer el amor. Las dos últimas fases son las fases hápticas.
La fase del contacto:
- Primer contacto: Parece más «accidental» que premeditado, se toca una parte neutral del cuerpo y el receptor puede aceptar o rechazar el contacto con un movimiento del cuerpo.
- Abrazo: El abrazo es la forma más básica de decirle a alguien que se le ama y que posiblemente también se le necesite o desee.
- Intención de contacto: Un código háptico o pista es la intención que hay detrás del mensaje no verbal. Extender la mano por debajo de la mesa hacia una persona un tanto desconocida es una acción que se utiliza para indicar que existe una buena disposición hacia el contacto.
- Besar: Volcar las cabezas en coordinación para permitir que los labios se toquen es el final de la cuarta fase del cortejo.

La fase del coito:
- Hacer el amor es la última fase e incluye la estimulación táctil durante el juego anticipatorio o preludio y se le conoce como el contacto suave o protopático. Cualquier sentimiento de temor o aprensión se pueden calmar utilizando otras caricias como besar, caricias en la cara con la nariz o un masaje suave.

## Significados del contacto
La investigación relativa al contacto que dirigieron Yarbrough y Jones (2009) reveló que el contacto físico puede tener hasta 18 significados diferentes, agrupados en siete tipos: efecto positivo (emoción), juego, control, ritual, híbrido (mezcla), relacionado con alguna tarea, y accidental.

### Efecto positivo
Este tipo de contacto comunica emociones positivas y ocurre mayormente entre personas que tienen una relación cercana. Se pueden clasificar como:
- Soporte: Se usan para dar apoyo, confianza o como promesa de protección. Generalmente ocurren en situaciones donde prácticamente se requiere o es claramente deseable que una persona muestre preocupación hacia otra que está experimentando angustia.
- Apreciación: Muestra gratitud por algo que otra persona ha hecho.
- Inclusión: Llama la atención sobre el acto de estar juntos y sugiere cercanía psicológica.
- Sexual: Expresa atracción física o interés sexual.
- Afecto: Expresa aprecio en general más allá del simple reconocimiento hacia la otra persona.

### Juego
Este tipo de contacto sirve para suavizar una interacción, usualmente comunican un doble mensaje dado que siempre involucran una señal de juego, sea verbal o no verbal, que indica que el comportamiento no debe ser tomado en serio. Se pueden dividir en:
- Afectivo: Se usa para suavizar la relación. La señal de juego disminuye la seriedad del mensaje positivo. El contacto indica bromas y normalmente es mutuo.
- Agresivo: También se usa para suavizar una interacción, sin embargo, la señal de juego apunta hacia agresión y el contacto es iniciado por una de las personas en lugar de ser mutuo.

### Control
Se utiliza para controlar el comportamiento, la actitud o los sentimientos del receptor. La característica principal de este tipo de contacto es que casi siempre lo inicia la persona que intenta influenciar. Se pueden clasificar en:
- Obediencia: Intenta controlar el comportamiento de otra persona y a menudo, por consecuencia la actitud y los sentimientos.
- Obtener atención: Sirve para dirigir la atención del receptor hacia algo en particular.
- Anunciar una respuesta: Llama la atención y enfatiza algún sentimiento o estado emocional en el iniciador; implícitamente demanda un cambio en la respuesta de otra persona.

### Ritual
Consiste en toques de saludo y de despedida. Su única función es ayudar en hacer la transición de entrada o de salida de una interacción.
- Saludo: Es parte del acto de establecer y abrir el encuentro con otra persona.
- Despedida: Es parte del acto de concluir un encuentro con otra persona.

### Híbrido
El contacto recibe este nombre cuando involucra dos o más significados de los descritos arriba. Estos pueden ser clasificados como:
- Saludo/afecto: Cuando expresa afecto y saludo al inicio del encuentro.
- Despedida/afecto: Cuando expresa afecto y despedida al final de un encuentro.

### Relacionado con una tarea
En este caso, el contacto está directamente relacionado con la ejecución de una tarea y se dividen en:
- Referente a la apariencia: Señala o inspecciona una parte del cuerpo o artefacto referenciado por un comentario verbal sobre la apariencia.
- Secundario instrumental: Sucede como una parte innecesaria para el cumplimiento de una tarea.
- Intrínseco instrumental: Cumple una tarea dentro y fuera de sí mismo, por ejemplo, un empujón de ayuda.

### Accidental
Este tipo de contactos son percibidos como involuntarios y no tienen ningún significado, y consisten mayormente en roces.

## Poder y el contacto
Los psicólogos sociales John French y Bertram Raven desarrollaron cinco categorías del poder, postulando que quien posee el poder utiliza uno o más de las cinco bases del poder con el fin de alcanzar sus objetivos. Estas son: poder legítimo, poder de referencia, poder experto, poder de recompensa y poder por coacción. A pesar de que los atributos de las bases de poder definidas por French varían de los definidos por Raven, ambos tienen en común las características del contacto.[cita requerida]

### Poder legítimo
Es el poder que un individuo posee por la posición que posee. Este es un poder formal que es delegado por un individuo de poder superior. Es aceptable en este tipo de poder que se toque a los subordinados con una palmada en la espalda con la que se brinda confianza por un trabajo bien hecho. Además, el poder legítimo se puede establecer al dar un apretón de manos en una forma específica.

### Poder de referencia
Este es un tipo de poder de más larga duración. Quien posee este poder tiene la habilidad de persuadir e influenciar a otros sencillamente por ser agradables. Este poder se basa en el encanto, popularidad, carisma, habilidades interpersonales. El receptor del poder se identifica con el portador y desea actuar como él. Los portadores de este poder se pueden identificar porque a menudo están abrazando a los amigos, dando palmadas los compañeros de trabajo para brindar alivio, dando a menudo la mano o tocando el brazo de alguien en forma afectiva.

### Poder de experto
Este tipo de poder se obtiene en función del conocimiento sobre algún tema en particular. El portador de este poder es muy buscado por sus habilidades, experiencia o conocimientos. Este poder difiere de los otros porque es específico a una profesión o industria. Estos individuos no utilizan ningún tipo de contacto para afirmar su poder no verbal, más bien se les puede ver usando el contacto de una manera condescendiente.

### Poder de recompensa
Este poder depende de la habilidad del portador de brindar recompensas tales como dinero, vacaciones, aumentos, reconocimiento o promociones. La recompensa también puede darse en forma de palmadas en la espalda o apretones de mano. Los receptores podrían adoptar un comportamiento zalamero en un esfuerzo de aumentar la oportunidad de ser aceptados y subsecuentemente recibir recompensas codiciadas.

### Poder por coacción
El poder por coacción es maquiavélico en naturaleza y es opuesto al poder por recompensa. Los portadores de este poder ejercen control sobre los demás con base en el miedo y la manipulación, utilizando el aislamiento y la ausencia de contacto, de acuerdo con DeVito, Guerrero y Hecht (1990, p. 182), «...característicamente toma la forma de inatención civil y puede ser ocasionado por la incapacidad de un subordinado de repeler la agresión directamente...». Los portadores de este poder pueden utilizar la violencia física para ejercer su control.

## Cultura y contacto
La cantidad de contacto que ocurre dentro de una cultura se basa mayormente en si la cultura es de alto contexto o de bajo contexto.

### Cultura de alto contexto
Se dice que una cultura es de alto contexto cuando culturalmente asume que cada uno de sus miembros conoce las reglas culturales y las expectativas no tienen que ser especificadas. Alto contexto significa que «la mayoría de la información se encuentra en el contexto físico o en la persona, mientras que muy poco se encuentra en el código transmitido, explícitamente, como parte de un mensaje» (Hall, 1976, p. 79). Este tipo de contexto se encuentra especialmente en las culturas orientales y en los países donde hay poca diversidad racial. En este tipo de cultura existe un fuerte sentido de tradición e historia y tiende a cambiar muy poco con el tiempo con lo que las reglas y expectativas se consolidan a través del tiempo. Con respecto al contacto físico, los miembros de este tipo de cultura saben exactamente cuando y como tocar con base en un estricto código no verbal comúnmente entendido y aceptado. El Medio Oriente, Asia, África, y América del Sur son ejemplos de culturas de alto contexto.

### Cultura de bajo contexto
Una cultura de bajo contexto es una cultura que comunica las expectativas sociales mediante palabras, opuesta a la interpretación o al contexto. Comunicación de bajo contexto significa que «la mayoría de la información esta concedida en el código explícito» (Hall, 1976, p. 70). Los miembros de culturas de bajo contexto valoran los hechos, los números y la franqueza. Los Estados Unidos y Alemania son típicamente consideradas culturas de bajo contexto donde se valora la individualidad en la sociedad.

### Referencia de países
- Países con nulo contacto: Japón, Estados Unidos, Reino Unido, Australia.
- Países con contacto mediano: Francia, China, India.
- Países con contacto alto: Medio Oriente, América Latina, Italia, España.

### Diferencias culturales internas
La frecuencia del contacto también varía significativamente entre culturas diferentes. Harpert se ha referido a varios estudios, uno de esto examinó los contactos en salas de café. Durante una hora se contaron 180 contactos entre puertorriqueños, 110 entre franceses, 2 entre estadounidenses, y ninguna entre ingleses (Harper,, p. 297). Para saber si alguien está teniendo más contactos de lo normal es necesario primero saber que es normal en su cultura. En países con alto nivel de contacto, un beso en la mejilla puede ser un saludo respetuoso, mientras que en Suecia se podría considerar arrogante. Jandt comenta que dos hombres que se sostienen las manos es considerado en algunos países como un símbolo de amistad, mientras que en los Estados Unidos el mismo código táctil probablemente sería considerado como un símbolo de amor homosexual.

## Tecnología háptica

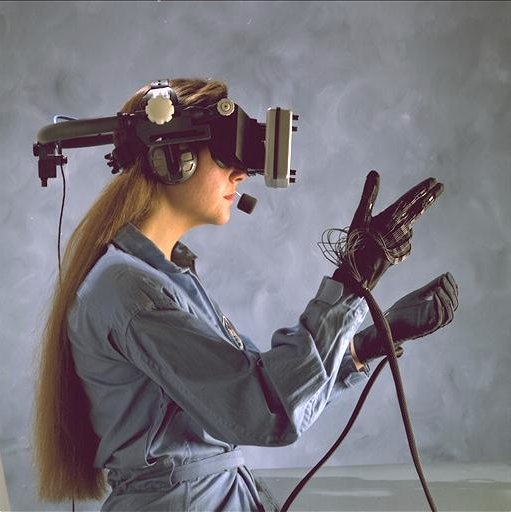
Una pantalla montada en la cabeza de la década de 1980 y guantes de datos en el Centro de Investigación Ames de la NASA

La tecnología háptica se refiere al conjunto de interfaces tecnológicos que interaccionan con el ser humano mediante el sentido del tacto. Se trata de una tecnología emergente desde los 90 que está evolucionando prometedoramente en algunos campos de aplicación.

### Historia
Una de las formas más tempranas de uso de las tecnologías hápticas en dispositivos se introdujo en los sistemas servo de los grandes aviones con la intención de operarlos remotamente. Estos sistemas primitivos actuaban en una única vía de tal forma que la fuerza aplicada a un mando se multiplicaba hacia las superficies de control aerodinámico (alerones, etc.), pero el piloto no obtenía como respuesta un factor de la fuerza resistente. Es de pensar que en los inicios los pilotos de los pequeños aviones sin servo tenían todas las sensaciones acerca de la resistencia sobre las actuaciones de una palanca y esto suponía una seguridad en ciertas situaciones de peligro. Lo cierto es que con los servos iniciales el piloto no obtenía esta sensación. Para resolver este problema se instaló un sistema de control que proporcionaba una resistencia a la palanca del piloto proporcional al ángulo de ataque, este es un ejemplo de interfaz háptico.
La película de 1959 The Tingler presentó un truco llamado «Percepto!», un dispositivo vibratorio en un pequeño número de sillas de teatro que se activó con la acción en pantalla. En septiembre de 1994, se desarrolló el chaleco Aura Interactor. El chaleco es un dispositivo portátil de retroalimentación de fuerza que monitorea una señal de audio y utiliza tecnología de actuador electromagnético para convertir las ondas de sonido de bajos en vibraciones que pueden representar acciones tales como un golpe o una patada. El chaleco se conecta a la salida de audio de un estéreo, TV o VCR y la señal de audio se reproduce a través de un altavoz incorporado en el chaleco. En noviembre del mismo año, la película 4-D Honey, I Shrunk the Audience! simulaba que los ratones se soltaban y corrían por el auditorio. Para simular la sensación de una manada de ratones escapados, se bombea aire a través de un pequeño tubo de plástico que hace que se agite violentamente e imite la sensación de las colas de los ratones rozando las piernas de los miembros de la audiencia.

### Teleoperadores y simuladores
Los teleoperadores son operadores que controlan herramientas de forma remota, y es necesario en estos casos que las fuerzas de contacto resistentes retornen hacia el teleoperador. A esto se le denomina teleoperación háptica. El primer operador háptico desarrollado se construyó en los años 50 en Argonne National Laboratory, en los Estados Unidos; lo realizó el doctor Raymond Goertz, quien permitió operar remotamente sobre sustancias radiactivas. Desde estas experiencias el empleo de una fuerza de retorno se ha ido empleando ampliamente en muchos tipos de teleoperación tal y como la exploración de las profundidades marinas.
Cuando estos dispositivos se emplean con un usuario mediante simulación guiada por ordenador, es importante proporcionar la fuerza de retorno que podría sentirse en las operaciones reales. Como en estos casos los objetos manipulables no existen en realidad, las fuerzas hápticas generadas como retorno mediante el ordenador al usuario deben ser de tal forma que proporcionen sensación al operador.
Los simuladores hápticos se emplean en la actualidad (2004) en entrenamiento de operaciones médicas y en simuladores de vuelo para el entrenamiento de pilotos.

### Juegos
Algunos dispositivos desarrollados para juegos tienen estas características. Es de destacar sobre todo en algunos joysticks y controladores de juego proporcionan un retorno háptico como en el caso del Dualsense. La forma más sencilla en los juegos es lo que se denomina tabletas vibradoras (rumble packs) con los que el usuario siente como hay irregularidades tales como un terreno desigual cuando conduce un automóvil.

### Pantallas hápticas
Hoy en día están apareciendo nuevas tecnologías para aumentar la sensación que transmite una pantalla al tocarla.
Una de estas tecnologías consiste en transmitir la rugosidad cambiando la fricción de la pantalla, lo cual, hace que al tocar la pantalla sintamos la superficie de lo que aparece en ella. Otra tecnología consiste en pantallas capaces de inflarse y así resaltar unas partes, como por ejemplo, hacer que se muestre el relieve de un teclado o los controles de un juego.

### Entornos hápticos en realidad virtual
Las interfaces hápticas van ganando cada vez más terreno en parte de la realidad virtual, añadiendo la sensación del tacto a los entornos visuales, tal y como es en el sistema denominado: 3D-Mobile Immersive Workstation. Se puso muy de moda a comienzo de los años 2000 el entorno virtual del cibersexo (denominado también teledildónica).

### Investigación
Algunas investigaciones se han realizado en diferentes tipos de sensaciones del tacto como vibraciones rápidas o estimulación mediante punciones. Un dispositivo de este tipo emplea una red de diminutos clavos que vibran con el objeto de simular la sensación de la superficie de lo que se toca, permitiendo discriminación entre varias formas, texturas y resiliencias.

### Medicina
Existen diversos interfaces hápticos en el caso de simulación médica y que pueden resultar útiles a la hora de intentar minimizar los daños ocasionados por el uso de procedimientos invasivos (laparoscopia/radiología de intervención) y permitir obtener de forma remota. En el futuro,[¿cuándo?] es muy posible que los médicos expertos puedan hacer operaciones remotas.
Además se han utilizado dispositivos hápticos en rehabilitación asistida por robots.

### Lecturas sugeridas
(Nota de traducción NT-2)
- Burgoon, J. K. (1993). Nonverbal signals. In M. L. Knapp, & G. R. Miller (Eds.), Handbook of interpersonal communication (2nd. ed., pp. 229-285). Sage.
- Burgoon, J. K. & Buller, D.B and Woodall, W.G. (1996). Nonverbal communications: The unspoken dialogue (Second edition). McGraw-Hill. ISBN 0-07-008995-7.
- DePaulo, B. M., & Friedman, H. S. (1998). Nonverbal communication. In D. T. Gilbert, S. T. Fiske, & G. Lindzey (Eds.), The handbook of social psychology. (4.ª ed., Vol. 2, pp. 3-40). Boston: McGraw-Hill.
- Guerrero, L.K., DeVito, J.A., & Hecht, M.L. (Eds) (1999). The nonverbal communication reader: Classic and contemporary reading. (2nd ed.). Prospect Heights, IL: Waveland. ISBN 1-57766-040-4.
- Hickson III, M. L. and Stacks, D. W. (2001). Nonverbal Communication: Studies and applications (4th edition). Roxbury Publishing Company. ISBN 1-891487-20-5
- Leathers, D. (1997). Successful nonverbal communication: Principles and applications. Allyn & Bacon. ISBN 0-205-26230-9
- Ting-Toomey, S. (1999). Communicating Across Cultures. The Guilford Press. ISBN 1-57230-445-6.